# Papa Don't Take No Mess
Papa Don't Take No Mess est un single musical sorti 1974 du chanteur américain James Brown extrait de l'album Hell.

## Listes de titres
| No | Titre                              | Durée |
| -- | ---------------------------------- | ----- |
| A. | Papa Don't Take No Mess (Partie 1) | 4:30  |
| B. | Papa Don't Take No Mess (Partie 2) | 5:00  |